# EHF Champions League der Frauen 2021/22
An der EHF Champions League 2021/22 nahmen 16 Handball-Vereinsmannschaften teil, die sich in der vorangegangenen Saison in ihren Heimatländern für den Wettbewerb qualifiziert hatten. Es war die 62. Austragung der EHF Champions League bzw. des Europapokals der Landesmeister. Das Final Four fand im MVM Dome in Budapest statt. Den Vipers Kristiansand gelang die Titelverteidigung.

## Modus
In der Gruppenphase gibt es zwei Gruppen mit je acht Mannschaften. In einer Gruppe spielt jeder gegen jeden ein Hin- und Rückspiel; die jeweils sechs Gruppenbesten erreichen die Play-offs.
In der ersten Runde der Play-offs wird im K.-o.-System mit Hin- und Rückspiel gespielt. Es treten die Drittplatzierten gegen die Sechstplatzierten und die Viertplatzierten gegen die Fünftplatzierten aus der Parallelgruppe an.
Auch das Viertelfinale wird im K.-o.-System mit Hin- und Rückspiel gespielt. Die Gewinner der ersten Runde der Play-offs treten jeweils gegen die Erst- und Zweitplatzierten aus der Gruppenphase an.
Die Gewinner der Viertelfinalspiele nehmen am Final-Four-Turnier in Budapest teil. Die Gewinner der Halbfinalpartien ziehen in das Finale ein, die Verlierer in das Spiel um den dritten Platz.

## Gruppenphase
Die Auslosung der Gruppenphase fand am 2. Juli 2021 in Wien statt.

### Gruppen
| Gruppe A Brest Bretagne Handball FTC-Rail Cargo Hungaria ŽRK Budućnost Podgorica CSM Bukarest Borussia Dortmund GK Rostow am Don Team Esbjerg ŽRK Podravka Koprivnica | Gruppe B PGK ZSKA Moskau Vipers Kristiansand Rokometni Klub Krim Odense Håndbold Győri ETO KC Metz Handball Kastamonu Belediyesi GSK IK Sävehof |

## Gruppenphase

### Entscheidungen
|  | Qualifikationsplatz für das Viertelfinale             |
|  | Qualifikationsplatz für die erste Runde der Play-offs |
|  | Platz des ausscheidenden Vereins                      |

### Gruppe A
| Pl. | Verein                  | Sp. | S  | U | N  | Tore      | Diff. | Punkte  |
| --- | ----------------------- | --- | -- | - | -- | --------- | ----- | ------- |
| 1.  | Team Esbjerg            | 14  | 10 | 3 | 1  | 0412:3460 | +66   | 023:50  |
| 2.  | GK Rostow am Don        | 14  | 10 | 1 | 3  | 0362:3020 | +60   | 021:70  |
| 3.  | FTC-Rail Cargo Hungaria | 14  | 8  | 3 | 3  | 0378:3720 | +6    | 019:90  |
| 4.  | Brest Bretagne Handball | 14  | 8  | 1 | 5  | 0392:3650 | +27   | 017:110 |
| 5.  | CSM Bukarest            | 14  | 7  | 1 | 6  | 0365:3420 | +23   | 015:130 |
| 6.  | Borussia Dortmund       | 14  | 4  | 1 | 9  | 0391:3990 | −8    | 09:190  |
| 7.  | ŽRK Budućnost Podgorica | 14  | 3  | 0 | 11 | 0337:4070 | −70   | 06:220  |
| 8.  | ŽRK Podravka Koprivnica | 14  | 1  | 0 | 13 | 0334:4380 | −104  | 02:260  |

| 11. September 2021 16:00 Uhr | Borussia Dortmund        | 25:25   | FTC-Rail Cargo Hungaria           | Helmut-Körnig-Halle, Dortmund Zuschauer: 150 Schiedsrichter: Christiansen, Hansen |
| 11. September 2021 16:00 Uhr | meiste Tore: Grijseels 9 | (12:14) | meiste Tore: Bölk, Malestein je 6 | Helmut-Körnig-Halle, Dortmund Zuschauer: 150 Schiedsrichter: Christiansen, Hansen |
| 11. September 2021 16:00 Uhr | Spielbericht             |         |                                   | Helmut-Körnig-Halle, Dortmund Zuschauer: 150 Schiedsrichter: Christiansen, Hansen |

| 11. September 2021 16:00 Uhr | GK Rostow am Don       | 26:24   | Brest Bretagne Handball | Sportpalast Rostow am Don, Rostow am Don Zuschauer: 1177 Schiedsrichter: Antić, Jakovljević |
| 11. September 2021 16:00 Uhr | meiste Tore: Frolowa 6 | (16:13) | meiste Tore: Jauković 6 | Sportpalast Rostow am Don, Rostow am Don Zuschauer: 1177 Schiedsrichter: Antić, Jakovljević |
| 11. September 2021 16:00 Uhr | Spielbericht           |         |                         | Sportpalast Rostow am Don, Rostow am Don Zuschauer: 1177 Schiedsrichter: Antić, Jakovljević |

| 11. September 2021 18:00 Uhr | ŽRK Podravka Koprivnica                 | 29:22   | ŽRK Budućnost Podgorica | Gimnazija Fran Galović, Koprivnica Zuschauer: 300 Schiedsrichter: Backović, Palačković |
| 11. September 2021 18:00 Uhr | meiste Tore: Kalaus, Milosavljević je 6 | (22:12) | meiste Tore: Maslowa 8  | Gimnazija Fran Galović, Koprivnica Zuschauer: 300 Schiedsrichter: Backović, Palačković |
| 11. September 2021 18:00 Uhr | Spielbericht                            |         |                         | Gimnazija Fran Galović, Koprivnica Zuschauer: 300 Schiedsrichter: Backović, Palačković |

| 12. September 2021 14:00 Uhr | Team Esbjerg                        | 22:21   | CSM Bukarest            | Blue Water Dokken, Esbjerg Zuschauer: 1850 Schiedsrichter: Vranes, Wenninger |
| 12. September 2021 14:00 Uhr | meiste Tore: Tranborg, Reistad je 5 | (13:10) | meiste Tore: Omoregie 5 | Blue Water Dokken, Esbjerg Zuschauer: 1850 Schiedsrichter: Vranes, Wenninger |
| 12. September 2021 14:00 Uhr | Spielbericht                        |         |                         | Blue Water Dokken, Esbjerg Zuschauer: 1850 Schiedsrichter: Vranes, Wenninger |

| 18. September 2021 16:00 Uhr | FTC-Rail Cargo Hungaria  | 33:27   | ŽRK Podravka Koprivnica                 | Érd Aréna, Érd Zuschauer: 1200 Schiedsrichter: A. Konjičanin, D. Konjičanin |
| 18. September 2021 16:00 Uhr | meiste Tore: Malestein 9 | (15:15) | meiste Tore: Milosavljević, Mugoša je 5 | Érd Aréna, Érd Zuschauer: 1200 Schiedsrichter: A. Konjičanin, D. Konjičanin |
| 18. September 2021 16:00 Uhr | Spielbericht             |         |                                         | Érd Aréna, Érd Zuschauer: 1200 Schiedsrichter: A. Konjičanin, D. Konjičanin |

| 18. September 2021 16:00 Uhr | CSM Bukarest           | 27:30  | GK Rostow am Don                 | Sala Polivalentă Dinamo, Bukarest Zuschauer: 1200 Schiedsrichter: A. Covalciuc, I. Covalciuc |
| 18. September 2021 16:00 Uhr | meiste Tore: Arntzen 8 | (9:13) | meiste Tore: 6 Spielerinnen je 4 | Sala Polivalentă Dinamo, Bukarest Zuschauer: 1200 Schiedsrichter: A. Covalciuc, I. Covalciuc |
| 18. September 2021 16:00 Uhr | Spielbericht           |        |                                  | Sala Polivalentă Dinamo, Bukarest Zuschauer: 1200 Schiedsrichter: A. Covalciuc, I. Covalciuc |

| 18. September 2021 18:00 Uhr | Brest Bretagne Handball                        | 26:23  | Team Esbjerg           | Brest Arena, Brest Zuschauer: 2410 Schiedsrichter: Barysas, Petrušis |
| 18. September 2021 18:00 Uhr | meiste Tore: Toublanc, Lassource, Niakaté je 4 | (13:9) | meiste Tore: Reistad 6 | Brest Arena, Brest Zuschauer: 2410 Schiedsrichter: Barysas, Petrušis |
| 18. September 2021 18:00 Uhr | Spielbericht                                   |        |                        | Brest Arena, Brest Zuschauer: 2410 Schiedsrichter: Barysas, Petrušis |

| 19. September 2021 16:00 Uhr | ŽRK Budućnost Podgorica   | 29:34   | Borussia Dortmund         | Bemax Arena, Podgorica Zuschauer: 100 Schiedsrichter: Alpaidse, Berjoskina |
| 19. September 2021 16:00 Uhr | meiste Tore: Pletikosić 7 | (15:18) | meiste Tore: Grijseels 11 | Bemax Arena, Podgorica Zuschauer: 100 Schiedsrichter: Alpaidse, Berjoskina |
| 19. September 2021 16:00 Uhr | Spielbericht              |         |                           | Bemax Arena, Podgorica Zuschauer: 100 Schiedsrichter: Alpaidse, Berjoskina |

| 25. September 2021 16:00 Uhr | GK Rostow am Don          | 19:20  | FTC-Rail Cargo Hungaria | Sportpalast Rostow am Don, Rostow am Don Zuschauer: 2751 Schiedsrichter: Şimşek, Ünlü Hatipoğlu |
| 25. September 2021 16:00 Uhr | meiste Tore: Manaharowa 5 | (8:11) | meiste Tore: Bölk 6     | Sportpalast Rostow am Don, Rostow am Don Zuschauer: 2751 Schiedsrichter: Şimşek, Ünlü Hatipoğlu |
| 25. September 2021 16:00 Uhr | Spielbericht              |        |                         | Sportpalast Rostow am Don, Rostow am Don Zuschauer: 2751 Schiedsrichter: Şimşek, Ünlü Hatipoğlu |

| 25. September 2021 18:00 Uhr | ŽRK Podravka Koprivnica                 | 31:36   | CSM Bukarest          | Gimnazija Fran Galović, Koprivnica Zuschauer: 250 Schiedsrichter: Pobedryna, Duplyj |
| 25. September 2021 18:00 Uhr | meiste Tore: Kalaus, Milosavljević je 7 | (15:16) | meiste Tore: Neagu 14 | Gimnazija Fran Galović, Koprivnica Zuschauer: 250 Schiedsrichter: Pobedryna, Duplyj |
| 25. September 2021 18:00 Uhr | Spielbericht                            |         |                       | Gimnazija Fran Galović, Koprivnica Zuschauer: 250 Schiedsrichter: Pobedryna, Duplyj |

| 25. September 2021 18:00 Uhr | Borussia Dortmund        | 30:27  | Brest Bretagne Handball | Helmut-Körnig-Halle, Dortmund Zuschauer: 120 Schiedsrichter: Lindenbaum, Laron |
| 25. September 2021 18:00 Uhr | meiste Tore: Grijseels 9 | (15:9) | meiste Tore: Niakaté 7  | Helmut-Körnig-Halle, Dortmund Zuschauer: 120 Schiedsrichter: Lindenbaum, Laron |
| 25. September 2021 18:00 Uhr | Spielbericht             |        |                         | Helmut-Körnig-Halle, Dortmund Zuschauer: 120 Schiedsrichter: Lindenbaum, Laron |

| 26. September 2021 14:00 Uhr | Team Esbjerg            | 35:20   | ŽRK Budućnost Podgorica  | Blue Water Dokken, Esbjerg Zuschauer: 1783 Schiedsrichter: Lesiak, Lidacka |
| 26. September 2021 14:00 Uhr | meiste Tore: Türkoğlu 6 | (16:10) | meiste Tore: Pavićević 5 | Blue Water Dokken, Esbjerg Zuschauer: 1783 Schiedsrichter: Lesiak, Lidacka |
| 26. September 2021 14:00 Uhr | Spielbericht            |         |                          | Blue Water Dokken, Esbjerg Zuschauer: 1783 Schiedsrichter: Lesiak, Lidacka |

| 16. Oktober 2021 16:00 Uhr | FTC-Rail Cargo Hungaria   | 31:31   | Team Esbjerg            | Érd Aréna, Érd Zuschauer: 1600 Schiedsrichter: Antić, Jakovljević |
| 16. Oktober 2021 16:00 Uhr | meiste Tore: Malestein 10 | (16:16) | meiste Tore: Reistad 10 | Érd Aréna, Érd Zuschauer: 1600 Schiedsrichter: Antić, Jakovljević |
| 16. Oktober 2021 16:00 Uhr | Spielbericht              |         |                         | Érd Aréna, Érd Zuschauer: 1600 Schiedsrichter: Antić, Jakovljević |

| 16. Oktober 2021 18:00 Uhr | Brest Bretagne Handball | 35:22  | ŽRK Podravka Koprivnica      | Brest Arena, Brest Zuschauer: 3301 Schiedsrichter: Doychinov, Goretsov |
| 16. Oktober 2021 18:00 Uhr | meiste Tore: Foppa 7    | (17:9) | meiste Tore: Milosavljević 6 | Brest Arena, Brest Zuschauer: 3301 Schiedsrichter: Doychinov, Goretsov |
| 16. Oktober 2021 18:00 Uhr | Spielbericht            |        |                              | Brest Arena, Brest Zuschauer: 3301 Schiedsrichter: Doychinov, Goretsov |

| 17. Oktober 2021 16:00 Uhr | ŽRK Budućnost Podgorica   | 19:25   | GK Rostow am Don             | Bemax Arena, Podgorica Zuschauer: 100 Schiedsrichter: Ilieva, Karbeska |
| 17. Oktober 2021 16:00 Uhr | meiste Tore: Pletikosić 5 | (10:14) | meiste Tore: Sen, Zaadi je 6 | Bemax Arena, Podgorica Zuschauer: 100 Schiedsrichter: Ilieva, Karbeska |
| 17. Oktober 2021 16:00 Uhr | Spielbericht              |         |                              | Bemax Arena, Podgorica Zuschauer: 100 Schiedsrichter: Ilieva, Karbeska |

| 17. Oktober 2021 16:00 Uhr | Borussia Dortmund                             | 22:25   | CSM Bukarest         | Helmut-Körnig-Halle, Dortmund Zuschauer: 450 Schiedsrichter: Erdoğan, Özdeniz |
| 17. Oktober 2021 16:00 Uhr | meiste Tore: Zschocke, Gutiérrez Bermejo je 5 | (11:12) | meiste Tore: Neagu 6 | Helmut-Körnig-Halle, Dortmund Zuschauer: 450 Schiedsrichter: Erdoğan, Özdeniz |
| 17. Oktober 2021 16:00 Uhr | Spielbericht                                  |         |                      | Helmut-Körnig-Halle, Dortmund Zuschauer: 450 Schiedsrichter: Erdoğan, Özdeniz |

| 23. Oktober 2021 16:00 Uhr | FTC-Rail Cargo Hungaria | 28:27   | Brest Bretagne Handball | Érd Aréna, Érd Schiedsrichter: Alpaidse, Berjoskina |
| 23. Oktober 2021 16:00 Uhr | meiste Tore: Bölk 8     | (15:17) | meiste Tore: Toublanc 8 | Érd Aréna, Érd Schiedsrichter: Alpaidse, Berjoskina |
| 23. Oktober 2021 16:00 Uhr | Spielbericht            |         |                         | Érd Aréna, Érd Schiedsrichter: Alpaidse, Berjoskina |

| 23. Oktober 2021 16:00 Uhr | GK Rostow am Don     | 37:27   | Borussia Dortmund       | Sportpalast Rostow am Don, Rostow am Don Zuschauer: 2357 Schiedsrichter: A. Konjičanin, D. Konjičanin |
| 23. Oktober 2021 16:00 Uhr | meiste Tore: Zaadi 8 | (17:11) | meiste Tore: Zschocke 6 | Sportpalast Rostow am Don, Rostow am Don Zuschauer: 2357 Schiedsrichter: A. Konjičanin, D. Konjičanin |
| 23. Oktober 2021 16:00 Uhr | Spielbericht         |         |                         | Sportpalast Rostow am Don, Rostow am Don Zuschauer: 2357 Schiedsrichter: A. Konjičanin, D. Konjičanin |

| 23. Oktober 2021 18:00 Uhr | ŽRK Podravka Koprivnica      | 26:27  | Team Esbjerg            | Gimnazija Fran Galović, Koprivnica Schiedsrichter: A. Covalciuc, I. Covalciuc |
| 23. Oktober 2021 18:00 Uhr | meiste Tore: Milosavljević 7 | (9:15) | meiste Tore: Breistøl 8 | Gimnazija Fran Galović, Koprivnica Schiedsrichter: A. Covalciuc, I. Covalciuc |
| 23. Oktober 2021 18:00 Uhr | Spielbericht                 |        |                         | Gimnazija Fran Galović, Koprivnica Schiedsrichter: A. Covalciuc, I. Covalciuc |

| 24. Oktober 2021 14:00 Uhr | CSM Bukarest         | 30:22   | ŽRK Budućnost Podgorica   | Sala Polivalentă Dinamo, Bukarest Zuschauer: 1800 Schiedsrichter: Christidi, Papamattheou |
| 24. Oktober 2021 14:00 Uhr | meiste Tore: Neagu 6 | (14:10) | meiste Tore: Pletikosić 5 | Sala Polivalentă Dinamo, Bukarest Zuschauer: 1800 Schiedsrichter: Christidi, Papamattheou |
| 24. Oktober 2021 14:00 Uhr | Spielbericht         |         |                           | Sala Polivalentă Dinamo, Bukarest Zuschauer: 1800 Schiedsrichter: Christidi, Papamattheou |

| 30. Oktober 2021 16:00 Uhr | CSM Bukarest          | 29:30   | Brest Bretagne Handball | Sala Polivalentă Dinamo, Bukarest Zuschauer: 0 Schiedsrichter: Christiansen, Hansen |
| 30. Oktober 2021 16:00 Uhr | meiste Tore: Neagu 10 | (16:14) | meiste Tore: Niakaté 10 | Sala Polivalentă Dinamo, Bukarest Zuschauer: 0 Schiedsrichter: Christiansen, Hansen |
| 30. Oktober 2021 16:00 Uhr | Spielbericht          |         |                         | Sala Polivalentă Dinamo, Bukarest Zuschauer: 0 Schiedsrichter: Christiansen, Hansen |

| 30. Oktober 2021 18:00 Uhr | ŽRK Budućnost Podgorica   | 26:30   | FTC-Rail Cargo Hungaria  | Sportski centar Morača, Podgorica Zuschauer: 300 Schiedsrichter: Pobedryna, Duplyj |
| 30. Oktober 2021 18:00 Uhr | meiste Tore: Pletikosić 7 | (13:13) | meiste Tore: Malestein 9 | Sportski centar Morača, Podgorica Zuschauer: 300 Schiedsrichter: Pobedryna, Duplyj |
| 30. Oktober 2021 18:00 Uhr | Spielbericht              |         |                          | Sportski centar Morača, Podgorica Zuschauer: 300 Schiedsrichter: Pobedryna, Duplyj |

| 31. Oktober 2021 14:00 Uhr | Team Esbjerg                        | 25:18   | GK Rostow am Don     | Blue Water Dokken, Esbjerg Zuschauer: 2014 Schiedsrichter: Simone, Monitillo |
| 31. Oktober 2021 14:00 Uhr | meiste Tore: Jacobsen, Reistad je 8 | (13:10) | meiste Tore: Zaadi 5 | Blue Water Dokken, Esbjerg Zuschauer: 2014 Schiedsrichter: Simone, Monitillo |
| 31. Oktober 2021 14:00 Uhr | Spielbericht                        |         |                      | Blue Water Dokken, Esbjerg Zuschauer: 2014 Schiedsrichter: Simone, Monitillo |

| 31. Oktober 2021 14:00 Uhr | Borussia Dortmund         | 38:14  | ŽRK Podravka Koprivnica | Helmut-Körnig-Halle, Dortmund Zuschauer: 450 Schiedsrichter: Christidi, Papamattheou |
| 31. Oktober 2021 14:00 Uhr | meiste Tore: Grijseels 15 | (16:8) | meiste Tore: Kalaus 9   | Helmut-Körnig-Halle, Dortmund Zuschauer: 450 Schiedsrichter: Christidi, Papamattheou |
| 31. Oktober 2021 14:00 Uhr | Spielbericht              |        |                         | Helmut-Körnig-Halle, Dortmund Zuschauer: 450 Schiedsrichter: Christidi, Papamattheou |

| 13. November 2021 16:00 Uhr | FTC-Rail Cargo Hungaria | 31:30   | CSM Bukarest         | Érd Aréna, Érd Zuschauer: 2200 Schiedsrichter: Álvarez Mata, Bustamante López |
| 13. November 2021 16:00 Uhr | meiste Tore: Grbić 6    | (20:16) | meiste Tore: Neagu 7 | Érd Aréna, Érd Zuschauer: 2200 Schiedsrichter: Álvarez Mata, Bustamante López |
| 13. November 2021 16:00 Uhr | Spielbericht            |         |                      | Érd Aréna, Érd Zuschauer: 2200 Schiedsrichter: Álvarez Mata, Bustamante López |

| 13. November 2021 18:00 Uhr | ŽRK Podravka Koprivnica | 22:23   | GK Rostow am Don                    | Gimnazija Fran Galović, Koprivnica Zuschauer: 250 Schiedsrichter: Erdoğan, Özdeniz |
| 13. November 2021 18:00 Uhr | meiste Tore: Bazaliu 7  | (13:13) | meiste Tore: Manaharowa, Zaadi je 5 | Gimnazija Fran Galović, Koprivnica Zuschauer: 250 Schiedsrichter: Erdoğan, Özdeniz |
| 13. November 2021 18:00 Uhr | Spielbericht            |         |                                     | Gimnazija Fran Galović, Koprivnica Zuschauer: 250 Schiedsrichter: Erdoğan, Özdeniz |

| 13. November 2021 18:00 Uhr | Brest Bretagne Handball  | 25:21   | ŽRK Budućnost Podgorica | Brest Arena, Brest Schiedsrichter: Şimşek, Ünlü Hatipoğlu |
| 13. November 2021 18:00 Uhr | meiste Tore: Toublanc 10 | (12:12) | meiste Tore: Kepić 5    | Brest Arena, Brest Schiedsrichter: Şimşek, Ünlü Hatipoğlu |
| 13. November 2021 18:00 Uhr | Spielbericht             |         |                         | Brest Arena, Brest Schiedsrichter: Şimşek, Ünlü Hatipoğlu |

| 14. November 2021 14:00 Uhr | Borussia Dortmund        | 29:32   | Team Esbjerg                        | Helmut-Körnig-Halle, Dortmund Zuschauer: 650 Schiedsrichter: Jovandić, Sekulić |
| 14. November 2021 14:00 Uhr | meiste Tore: Grijseels 8 | (14:20) | meiste Tore: Breistøl, Ingstad je 8 | Helmut-Körnig-Halle, Dortmund Zuschauer: 650 Schiedsrichter: Jovandić, Sekulić |
| 14. November 2021 14:00 Uhr | Spielbericht             |         |                                     | Helmut-Körnig-Halle, Dortmund Zuschauer: 650 Schiedsrichter: Jovandić, Sekulić |

| 20. November 2021 16:00 Uhr | CSM Bukarest         | 27:21   | FTC-Rail Cargo Hungaria | Sala Polivalentă Dinamo, Bukarest Zuschauer: 0 Schiedsrichter: K. Gasmi, R. Gasmi |
| 20. November 2021 16:00 Uhr | meiste Tore: Neagu 9 | (16:11) | meiste Tore: Bölk 9     | Sala Polivalentă Dinamo, Bukarest Zuschauer: 0 Schiedsrichter: K. Gasmi, R. Gasmi |
| 20. November 2021 16:00 Uhr | Spielbericht         |         |                         | Sala Polivalentă Dinamo, Bukarest Zuschauer: 0 Schiedsrichter: K. Gasmi, R. Gasmi |

| 20. November 2021 16:00 Uhr | GK Rostow am Don     | 34:23   | ŽRK Podravka Koprivnica           | Sportpalast Rostow am Don, Rostow am Don Zuschauer: 500 Schiedsrichter: Metalari, Nikolovski |
| 20. November 2021 16:00 Uhr | meiste Tore: Zaadi 8 | (18:12) | meiste Tore: Bazaliu, Kalaus je 6 | Sportpalast Rostow am Don, Rostow am Don Zuschauer: 500 Schiedsrichter: Metalari, Nikolovski |
| 20. November 2021 16:00 Uhr | Spielbericht         |         |                                   | Sportpalast Rostow am Don, Rostow am Don Zuschauer: 500 Schiedsrichter: Metalari, Nikolovski |

| 20. November 2021 18:00 Uhr | ŽRK Budućnost Podgorica    | 30:28   | Brest Bretagne Handball | Sportski centar Morača, Podgorica Zuschauer: 500 Schiedsrichter: A. Covalciuc, I. Covalciuc |
| 20. November 2021 18:00 Uhr | meiste Tore: Pletikosić 12 | (13:16) | meiste Tore: Fauske 9   | Sportski centar Morača, Podgorica Zuschauer: 500 Schiedsrichter: A. Covalciuc, I. Covalciuc |
| 20. November 2021 18:00 Uhr | Spielbericht               |         |                         | Sportski centar Morača, Podgorica Zuschauer: 500 Schiedsrichter: A. Covalciuc, I. Covalciuc |

| 21. November 2021 16:00 Uhr | Team Esbjerg                         | 34:24   | Borussia Dortmund    | Blue Water Dokken, Esbjerg Zuschauer: 2031 Schiedsrichter: Bolic, Hurich |
| 21. November 2021 16:00 Uhr | meiste Tore: Breistøl, Jacobsen je 7 | (18:13) | meiste Tore: Sando 7 | Blue Water Dokken, Esbjerg Zuschauer: 2031 Schiedsrichter: Bolic, Hurich |
| 21. November 2021 16:00 Uhr | Spielbericht                         |         |                      | Blue Water Dokken, Esbjerg Zuschauer: 2031 Schiedsrichter: Bolic, Hurich |

| 8. Januar 2022 16:00 Uhr | FTC-Rail Cargo Hungaria | 26:22   | ŽRK Budućnost Podgorica  | Érd Aréna, Érd Zuschauer: 2000 Schiedsrichter: Backović, Palačković |
| 8. Januar 2022 16:00 Uhr | meiste Tore: Bölk 8     | (18:11) | meiste Tore: Bulatović 6 | Érd Aréna, Érd Zuschauer: 2000 Schiedsrichter: Backović, Palačković |
| 8. Januar 2022 16:00 Uhr | Spielbericht            |         |                          | Érd Aréna, Érd Zuschauer: 2000 Schiedsrichter: Backović, Palačković |

| 8. Januar 2022 16:00 Uhr | GK Rostow am Don     | 25:27   | Team Esbjerg            | Sportpalast Rostow am Don, Rostow am Don Zuschauer: 497 Schiedsrichter: Jović, Arnautović |
| 8. Januar 2022 16:00 Uhr | meiste Tore: Zaadi 6 | (15:12) | meiste Tore: Frafjord 6 | Sportpalast Rostow am Don, Rostow am Don Zuschauer: 497 Schiedsrichter: Jović, Arnautović |
| 8. Januar 2022 16:00 Uhr | Spielbericht         |         |                         | Sportpalast Rostow am Don, Rostow am Don Zuschauer: 497 Schiedsrichter: Jović, Arnautović |

| 9. Januar 2022 14:00 Uhr | ŽRK Podravka Koprivnica      | 24:32   | Borussia Dortmund      | Sportska dvorana u Koprivnici, Koprivnica Zuschauer: 400 Schiedsrichter: Ünlü Hatipoğlu, Şimşek |
| 9. Januar 2022 14:00 Uhr | meiste Tore: Milosavljević 7 | (10:17) | meiste Tore: Freriks 6 | Sportska dvorana u Koprivnici, Koprivnica Zuschauer: 400 Schiedsrichter: Ünlü Hatipoğlu, Şimşek |
| 9. Januar 2022 14:00 Uhr | Spielbericht                 |         |                        | Sportska dvorana u Koprivnici, Koprivnica Zuschauer: 400 Schiedsrichter: Ünlü Hatipoğlu, Şimşek |

| 15. Januar 2022 18:00 Uhr | ŽRK Budućnost Podgorica  | 20:28  | CSM Bukarest         | Sportski centar Morača, Podgorica Zuschauer: 0 Schiedsrichter: Mitrevski, Todorovski |
| 15. Januar 2022 18:00 Uhr | meiste Tore: Pavićević 7 | (9:15) | meiste Tore: Neagu 7 | Sportski centar Morača, Podgorica Zuschauer: 0 Schiedsrichter: Mitrevski, Todorovski |
| 15. Januar 2022 18:00 Uhr | Spielbericht             |        |                      | Sportski centar Morača, Podgorica Zuschauer: 0 Schiedsrichter: Mitrevski, Todorovski |

| 15. Januar 2022 18:00 Uhr | Borussia Dortmund          | 25:31 | GK Rostow am Don                    | Helmut-Körnig-Halle, Dortmund Zuschauer: 400 Schiedsrichter: Lesiak, Lidacka |
| 15. Januar 2022 18:00 Uhr | meiste Tore: Kücükyildiz 7 |       | meiste Tore: Manaharowa, Zaadi je 8 | Helmut-Körnig-Halle, Dortmund Zuschauer: 400 Schiedsrichter: Lesiak, Lidacka |
| 15. Januar 2022 18:00 Uhr | Spielbericht               |       |                                     | Helmut-Körnig-Halle, Dortmund Zuschauer: 400 Schiedsrichter: Lesiak, Lidacka |

| 19. Januar 2022 20:45 Uhr | Brest Bretagne Handball | 24:21   | CSM Bukarest         | Brest Arena, Brest Zuschauer: 2000 Schiedsrichter: Pobedryna, Duplyj |
| 19. Januar 2022 20:45 Uhr | meiste Tore: Coatanea 5 | (11:11) | meiste Tore: Neagu 7 | Brest Arena, Brest Zuschauer: 2000 Schiedsrichter: Pobedryna, Duplyj |
| 19. Januar 2022 20:45 Uhr | Spielbericht            |         |                      | Brest Arena, Brest Zuschauer: 2000 Schiedsrichter: Pobedryna, Duplyj |

| 22. Januar 2022 16:00 Uhr | GK Rostow am Don                          | 30:20  | ŽRK Budućnost Podgorica | Sportpalast Rostow am Don, Rostow am Don Zuschauer: 500 Schiedsrichter: Nabokau, Kulik |
| 22. Januar 2022 16:00 Uhr | meiste Tore: Bobrownikowa, Koschokar je 5 | (12:9) | meiste Tore: Vukčević 5 | Sportpalast Rostow am Don, Rostow am Don Zuschauer: 500 Schiedsrichter: Nabokau, Kulik |
| 22. Januar 2022 16:00 Uhr | Spielbericht                              |        |                         | Sportpalast Rostow am Don, Rostow am Don Zuschauer: 500 Schiedsrichter: Nabokau, Kulik |

| 22. Januar 2022 16:00 Uhr | CSM Bukarest          | 33:29   | Borussia Dortmund     | Sala Polivalentă Dinamo, Bukarest Zuschauer: 1800 Schiedsrichter: M. Sá, V. Sá |
| 22. Januar 2022 16:00 Uhr | meiste Tore: Neagu 11 | (16:14) | meiste Tore: Berger 6 | Sala Polivalentă Dinamo, Bukarest Zuschauer: 1800 Schiedsrichter: M. Sá, V. Sá |
| 22. Januar 2022 16:00 Uhr | Spielbericht          |         |                       | Sala Polivalentă Dinamo, Bukarest Zuschauer: 1800 Schiedsrichter: M. Sá, V. Sá |

| 23. Januar 2022 14:00 Uhr | Team Esbjerg            | 33:27   | FTC-Rail Cargo Hungaria                | Blue Water Dokken, Esbjerg Zuschauer: 1260 Schiedsrichter: Braseth, Sundet |
| 23. Januar 2022 14:00 Uhr | meiste Tore: Reistad 13 | (14:13) | meiste Tore: Kisfaludy, Malestein je 6 | Blue Water Dokken, Esbjerg Zuschauer: 1260 Schiedsrichter: Braseth, Sundet |
| 23. Januar 2022 14:00 Uhr | Spielbericht            |         |                                        | Blue Water Dokken, Esbjerg Zuschauer: 1260 Schiedsrichter: Braseth, Sundet |

| 23. Januar 2022 14:00 Uhr | ŽRK Podravka Koprivnica      | 28:39   | Brest Bretagne Handball | Sportska dvorana u Koprivnici, Koprivnica Zuschauer: 200 Schiedsrichter: Tzaferopoulos, Bethmann |
| 23. Januar 2022 14:00 Uhr | meiste Tore: Milosavljević 7 | (16:17) | meiste Tore: Fauske 11  | Sportska dvorana u Koprivnici, Koprivnica Zuschauer: 200 Schiedsrichter: Tzaferopoulos, Bethmann |
| 23. Januar 2022 14:00 Uhr | Spielbericht                 |         |                         | Sportska dvorana u Koprivnici, Koprivnica Zuschauer: 200 Schiedsrichter: Tzaferopoulos, Bethmann |

| 29. Januar 2022 16:00 Uhr | Team Esbjerg           | 30:17  | ŽRK Podravka Koprivnica | Blue Water Dokken, Esbjerg Zuschauer: 1180 Schiedsrichter: Kijauskaitė, Žalienė |
| 29. Januar 2022 16:00 Uhr | meiste Tore: Solberg 7 | (18:7) | meiste Tore: Stelmach 5 | Blue Water Dokken, Esbjerg Zuschauer: 1180 Schiedsrichter: Kijauskaitė, Žalienė |
| 29. Januar 2022 16:00 Uhr | Spielbericht           |        |                         | Blue Water Dokken, Esbjerg Zuschauer: 1180 Schiedsrichter: Kijauskaitė, Žalienė |

| 29. Januar 2022 20:00 Uhr | Brest Bretagne Handball | 30:25   | FTC-Rail Cargo Hungaria   | Brest Arena, Brest Zuschauer: 2000 Schiedsrichter: Erdoğan, Özdeni |
| 29. Januar 2022 20:00 Uhr | meiste Tore: Fauske 13  | (19:16) | meiste Tore: Malestein 10 | Brest Arena, Brest Zuschauer: 2000 Schiedsrichter: Erdoğan, Özdeni |
| 29. Januar 2022 20:00 Uhr | Spielbericht            |         |                           | Brest Arena, Brest Zuschauer: 2000 Schiedsrichter: Erdoğan, Özdeni |

| 5. Februar 2022 16:00 Uhr | Brest Bretagne Handball | 31:25   | Borussia Dortmund                   | Brest Arena, Brest Zuschauer: 3455 Schiedsrichter: S. Jowtschew, Z. Jowtschew |
| 5. Februar 2022 16:00 Uhr | meiste Tore: Toublanc 6 | (17:10) | meiste Tore: van Zijl, Rønning je 5 | Brest Arena, Brest Zuschauer: 3455 Schiedsrichter: S. Jowtschew, Z. Jowtschew |
| 5. Februar 2022 16:00 Uhr | Spielbericht            |         |                                     | Brest Arena, Brest Zuschauer: 3455 Schiedsrichter: S. Jowtschew, Z. Jowtschew |

| 5. Februar 2022 16:00 Uhr | FTC-Rail Cargo Hungaria        | 25:25   | GK Rostow am Don          | Érd Aréna, Érd Zuschauer: 1800 Schiedsrichter: Christidi, Papamattheou |
| 5. Februar 2022 16:00 Uhr | meiste Tore: Szöllősi-Zácsik 7 | (13:13) | meiste Tore: Manaharowa 7 | Érd Aréna, Érd Zuschauer: 1800 Schiedsrichter: Christidi, Papamattheou |
| 5. Februar 2022 16:00 Uhr | Spielbericht                   |         |                           | Érd Aréna, Érd Zuschauer: 1800 Schiedsrichter: Christidi, Papamattheou |

| 5. Februar 2022 18:00 Uhr | ŽRK Budućnost Podgorica                 | 25:36   | Team Esbjerg           | Sportski centar Morača, Podgorica Zuschauer: 500 Schiedsrichter: Praštalo, Balvan |
| 5. Februar 2022 18:00 Uhr | meiste Tore: Pletikosić, Pavićević je 6 | (13:14) | meiste Tore: Nielsen 8 | Sportski centar Morača, Podgorica Zuschauer: 500 Schiedsrichter: Praštalo, Balvan |
| 5. Februar 2022 18:00 Uhr | Spielbericht                            |         |                        | Sportski centar Morača, Podgorica Zuschauer: 500 Schiedsrichter: Praštalo, Balvan |

| 6. Februar 2022 16:00 Uhr | CSM Bukarest                        | 29:21   | ŽRK Podravka Koprivnica | Sala Polivalentă Dinamo, Bukarest Zuschauer: 1350 Schiedsrichter: Ilieva, Karbeska |
| 6. Februar 2022 16:00 Uhr | meiste Tore: Arntzen, Omoregie je 5 | (19:10) | meiste Tore: Mugoša 7   | Sala Polivalentă Dinamo, Bukarest Zuschauer: 1350 Schiedsrichter: Ilieva, Karbeska |
| 6. Februar 2022 16:00 Uhr | Spielbericht                        |         |                         | Sala Polivalentă Dinamo, Bukarest Zuschauer: 1350 Schiedsrichter: Ilieva, Karbeska |

| 13. Februar 2022 16:00 Uhr | Borussia Dortmund              | 30:34   | ŽRK Budućnost Podgorica | Helmut-Körnig-Halle, Dortmund Zuschauer: 500 Schiedsrichter: Vranes, Wenninger |
| 13. Februar 2022 16:00 Uhr | meiste Tore: van der Heijden 8 | (18:16) | meiste Tore: Maslowa 10 | Helmut-Körnig-Halle, Dortmund Zuschauer: 500 Schiedsrichter: Vranes, Wenninger |
| 13. Februar 2022 16:00 Uhr | Spielbericht                   |         |                         | Helmut-Körnig-Halle, Dortmund Zuschauer: 500 Schiedsrichter: Vranes, Wenninger |

| 13. Februar 2022 16:00 Uhr | Team Esbjerg            | 28:28   | Brest Bretagne Handball | Blue Water Dokken, Esbjerg Zuschauer: 2135 Schiedsrichter: Backović, Palačković |
| 13. Februar 2022 16:00 Uhr | meiste Tore: Breistøl 8 | (15:16) | meiste Tore: Toublanc 7 | Blue Water Dokken, Esbjerg Zuschauer: 2135 Schiedsrichter: Backović, Palačković |
| 13. Februar 2022 16:00 Uhr | Spielbericht            |         |                         | Blue Water Dokken, Esbjerg Zuschauer: 2135 Schiedsrichter: Backović, Palačković |

| 16. Februar 2022 17:00 Uhr | ŽRK Podravka Koprivnica       | 29:33   | FTC-Rail Cargo Hungaria        | Gimnazija Fran Galović, Koprivnica Zuschauer: 200 Schiedsrichter: Jovandić, Sekulić |
| 16. Februar 2022 17:00 Uhr | meiste Tore: Milosavljević 11 | (16:15) | meiste Tore: Szöllősi-Zácsik 7 | Gimnazija Fran Galović, Koprivnica Zuschauer: 200 Schiedsrichter: Jovandić, Sekulić |
| 16. Februar 2022 17:00 Uhr | Spielbericht                  |         |                                | Gimnazija Fran Galović, Koprivnica Zuschauer: 200 Schiedsrichter: Jovandić, Sekulić |

| 19. Februar 2022 16:00 Uhr | FTC-Rail Cargo Hungaria                   | 23:21   | Borussia Dortmund              | Érd Aréna, Érd Zuschauer: 2000 Schiedsrichter: Pobedryna, Duplyj |
| 19. Februar 2022 16:00 Uhr | meiste Tore: Stolle, Szöllősi-Zácsik je 4 | (12:11) | meiste Tore: van der Heijden 4 | Érd Aréna, Érd Zuschauer: 2000 Schiedsrichter: Pobedryna, Duplyj |
| 19. Februar 2022 16:00 Uhr | Spielbericht                              |         |                                | Érd Aréna, Érd Zuschauer: 2000 Schiedsrichter: Pobedryna, Duplyj |

| 19. Februar 2022 18:00 Uhr | Brest Bretagne Handball | 18:29  | GK Rostow am Don     | Brest Arena, Brest Zuschauer: 4101 Schiedsrichter: Merz, Kuttler |
| 19. Februar 2022 18:00 Uhr | meiste Tore: Toublanc 6 | (9:17) | meiste Tore: Zaadi 9 | Brest Arena, Brest Zuschauer: 4101 Schiedsrichter: Merz, Kuttler |
| 19. Februar 2022 18:00 Uhr | Spielbericht            |        |                      | Brest Arena, Brest Zuschauer: 4101 Schiedsrichter: Merz, Kuttler |

| 19. Februar 2022 18:00 Uhr | ŽRK Budućnost Podgorica    | 27:21   | ŽRK Podravka Koprivnica      | Sportski centar Morača, Podgorica Zuschauer: 600 Schiedsrichter: Christidi, Papamattheou |
| 19. Februar 2022 18:00 Uhr | meiste Tore: Pletikosić 12 | (13:13) | meiste Tore: Milosavljević 7 | Sportski centar Morača, Podgorica Zuschauer: 600 Schiedsrichter: Christidi, Papamattheou |
| 19. Februar 2022 18:00 Uhr | Spielbericht               |         |                              | Sportski centar Morača, Podgorica Zuschauer: 600 Schiedsrichter: Christidi, Papamattheou |

| 20. Februar 2022 14:00 Uhr | CSM Bukarest          | 29:29   | Team Esbjerg           | Sala Polivalentă Dinamo, Bukarest Zuschauer: 1250 Schiedsrichter: Antić, Jakovljević |
| 20. Februar 2022 14:00 Uhr | meiste Tore: Neagu 10 | (15:16) | meiste Tore: Reistad 9 | Sala Polivalentă Dinamo, Bukarest Zuschauer: 1250 Schiedsrichter: Antić, Jakovljević |
| 20. Februar 2022 14:00 Uhr | Spielbericht          |         |                        | Sala Polivalentă Dinamo, Bukarest Zuschauer: 1250 Schiedsrichter: Antić, Jakovljević |

|              | GK Rostow am Don | 10:0 *       | CSM Bukarest |  |
| meiste Tore: |                  | meiste Tore: |              |  |
|              | Spielbericht     |              |              |  |

### Gruppe B
| Pl. | Verein                   | Sp. | S  | U | N  | Tore      | Diff. | Punkte  |
| --- | ------------------------ | --- | -- | - | -- | --------- | ----- | ------- |
| 1.  | Győri ETO KC             | 14  | 13 | 0 | 1  | 0471:3540 | +117  | 026:20  |
| 2.  | Vipers Kristiansand      | 14  | 10 | 0 | 4  | 0435:3700 | +65   | 020:80  |
| 3.  | Metz Handball            | 14  | 9  | 1 | 4  | 0413:3750 | +38   | 019:90  |
| 4.  | PGK ZSKA Moskau          | 14  | 7  | 2 | 5  | 0375:3720 | +3    | 016:120 |
| 5.  | Odense Håndbold          | 14  | 7  | 1 | 6  | 0405:3860 | +19   | 015:130 |
| 6.  | Rokometni Klub Krim      | 14  | 4  | 2 | 8  | 0362:3810 | −19   | 010:180 |
| 7.  | IK Sävehof               | 14  | 3  | 0 | 11 | 0351:4610 | −110  | 06:220  |
| 8.  | Kastamonu Belediyesi GSK | 14  | 0  | 0 | 14 | 0349:4620 | −113  | 00:280  |

| 11. September 2021 18:00 Uhr | Győri ETO KC          | 35:29   | Vipers Kristiansand  | Audi Arena, Győr Zuschauer: 3862 Schiedsrichter: K. Gasmi, R. Gasmi |
| 11. September 2021 18:00 Uhr | meiste Tore: Lukács 7 | (17:13) | meiste Tore: Dahl 12 | Audi Arena, Győr Zuschauer: 3862 Schiedsrichter: K. Gasmi, R. Gasmi |
| 11. September 2021 18:00 Uhr | Spielbericht          |         |                      | Audi Arena, Győr Zuschauer: 3862 Schiedsrichter: K. Gasmi, R. Gasmi |

| 12. September 2021 14:00 Uhr | IK Sävehof              | 29:28   | Rokometni Klub Krim   | Partille Arena, Partille Zuschauer: 600 Schiedsrichter: M. Sá, V. Sá |
| 12. September 2021 14:00 Uhr | meiste Tore: Roberts 10 | (11:13) | meiste Tore: Stanko 7 | Partille Arena, Partille Zuschauer: 600 Schiedsrichter: M. Sá, V. Sá |
| 12. September 2021 14:00 Uhr | Spielbericht            |         |                       | Partille Arena, Partille Zuschauer: 600 Schiedsrichter: M. Sá, V. Sá |

| 12. September 2021 16:00 Uhr | Kastamonu Belediyesi GSK | 25:31   | Odense Håndbold                     | Merkez Spor Salonu, Kastamonu Zuschauer: 1200 Schiedsrichter: Vujačić, Kažanegra |
| 12. September 2021 16:00 Uhr | meiste Tore: Radičević 9 | (11:15) | meiste Tore: Højlund, Housheer je 7 | Merkez Spor Salonu, Kastamonu Zuschauer: 1200 Schiedsrichter: Vujačić, Kažanegra |
| 12. September 2021 16:00 Uhr | Spielbericht             |         |                                     | Merkez Spor Salonu, Kastamonu Zuschauer: 1200 Schiedsrichter: Vujačić, Kažanegra |

| 18. September 2021 16:00 Uhr | Odense Håndbold         | 21:27   | Metz Handball          | Sydbank Arena, Odense Zuschauer: 1647 Schiedsrichter: D. Lončar, Z. Lončar |
| 18. September 2021 16:00 Uhr | meiste Tore: Housheer 9 | (13:15) | meiste Tore: Nocandy 7 | Sydbank Arena, Odense Zuschauer: 1647 Schiedsrichter: D. Lončar, Z. Lončar |
| 18. September 2021 16:00 Uhr | Spielbericht            |         |                        | Sydbank Arena, Odense Zuschauer: 1647 Schiedsrichter: D. Lončar, Z. Lončar |

| 18. September 2021 18:00 Uhr | Vipers Kristiansand  | 34:25   | IK Sävehof             | Aquarama Kristiansand, Kristiansand Zuschauer: 850 Schiedsrichter: P. Geraets, R. Geraets |
| 18. September 2021 18:00 Uhr | meiste Tore: Mørk 12 | (15:11) | meiste Tore: Roberts 5 | Aquarama Kristiansand, Kristiansand Zuschauer: 850 Schiedsrichter: P. Geraets, R. Geraets |
| 18. September 2021 18:00 Uhr | Spielbericht         |         |                        | Aquarama Kristiansand, Kristiansand Zuschauer: 850 Schiedsrichter: P. Geraets, R. Geraets |

| 18. September 2021 18:00 Uhr | Rokometni Klub Krim           | 26:31   | Győri ETO KC                       | Arena Stožice, Ljubljana Zuschauer: 542 Schiedsrichter: Jurinović, Mrvica |
| 18. September 2021 18:00 Uhr | meiste Tore: Sercien-Ugolin 5 | (12:13) | meiste Tore: Ryu, Kristiansen je 7 | Arena Stožice, Ljubljana Zuschauer: 542 Schiedsrichter: Jurinović, Mrvica |
| 18. September 2021 18:00 Uhr | Spielbericht                  |         |                                    | Arena Stožice, Ljubljana Zuschauer: 542 Schiedsrichter: Jurinović, Mrvica |

| 19. September 2021 14:00 Uhr | PGK ZSKA Moskau      | 34:27   | Kastamonu Belediyesi GSK | Dinamo Sport Palast, Moskau Zuschauer: 415 Schiedsrichter: Sekulić, Jovandić |
| 19. September 2021 14:00 Uhr | meiste Tore: Gros 10 | (16:15) | meiste Tore: Radičević 8 | Dinamo Sport Palast, Moskau Zuschauer: 415 Schiedsrichter: Sekulić, Jovandić |
| 19. September 2021 14:00 Uhr | Spielbericht         |         |                          | Dinamo Sport Palast, Moskau Zuschauer: 415 Schiedsrichter: Sekulić, Jovandić |

| 25. September 2021 16:00 Uhr | Kastamonu Belediyesi GSK              | 23:24  | Rokometni Klub Krim         | Merkez Spor Salonu, Kastamonu Zuschauer: 350 Schiedsrichter: Năstase, Stancu |
| 25. September 2021 16:00 Uhr | meiste Tore: Radičević, Kovářová je 5 | (9:12) | meiste Tore: Krpež Šlezak 9 | Merkez Spor Salonu, Kastamonu Zuschauer: 350 Schiedsrichter: Năstase, Stancu |
| 25. September 2021 16:00 Uhr | Spielbericht                          |        |                             | Merkez Spor Salonu, Kastamonu Zuschauer: 350 Schiedsrichter: Năstase, Stancu |

| 26. September 2021 16:00 Uhr | Győri ETO KC           | 32:22   | PGK ZSKA Moskau                  | Audi Arena, Győr Zuschauer: 4071 Schiedsrichter: Álvarez Mata, Bustamante López |
| 26. September 2021 16:00 Uhr | meiste Tore: Oftedal 5 | (17:15) | meiste Tore: Gros, Sabirowa je 6 | Audi Arena, Győr Zuschauer: 4071 Schiedsrichter: Álvarez Mata, Bustamante López |
| 26. September 2021 16:00 Uhr | Spielbericht           |         |                                  | Audi Arena, Győr Zuschauer: 4071 Schiedsrichter: Álvarez Mata, Bustamante López |

| 26. September 2021 16:00 Uhr | IK Sävehof              | 31:37   | Odense Håndbold    | Partille Arena, Partille Zuschauer: 600 Schiedsrichter: Merz, Kuttler |
| 26. September 2021 16:00 Uhr | meiste Tore: Roberts 10 | (16:19) | meiste Tore: Rej 8 | Partille Arena, Partille Zuschauer: 600 Schiedsrichter: Merz, Kuttler |
| 26. September 2021 16:00 Uhr | Spielbericht            |         |                    | Partille Arena, Partille Zuschauer: 600 Schiedsrichter: Merz, Kuttler |

| 26. September 2021 16:00 Uhr | Metz Handball          | 23:18  | Vipers Kristiansand | Palais des Sports Jean Weille, Nancy Zuschauer: 2765 Schiedsrichter: Simone, Monitillo |
| 26. September 2021 16:00 Uhr | meiste Tore: Nocandy 5 | (14:9) | meiste Tore: Mørk 5 | Palais des Sports Jean Weille, Nancy Zuschauer: 2765 Schiedsrichter: Simone, Monitillo |
| 26. September 2021 16:00 Uhr | Spielbericht           |        |                     | Palais des Sports Jean Weille, Nancy Zuschauer: 2765 Schiedsrichter: Simone, Monitillo |

| 16. Oktober 2021 18:00 Uhr | Vipers Kristiansand | 39:25   | Kastamonu Belediyesi GSK     | Aquarama Kristiansand, Kristiansand Zuschauer: 1350 Schiedsrichter: Kijauskaitė, Žalienė |
| 16. Oktober 2021 18:00 Uhr | meiste Tore: Mørk 8 | (20:11) | meiste Tore: Akgün Göktepe 6 | Aquarama Kristiansand, Kristiansand Zuschauer: 1350 Schiedsrichter: Kijauskaitė, Žalienė |
| 16. Oktober 2021 18:00 Uhr | Spielbericht        |         |                              | Aquarama Kristiansand, Kristiansand Zuschauer: 1350 Schiedsrichter: Kijauskaitė, Žalienė |

| 17. Oktober 2021 14:00 Uhr | PGK ZSKA Moskau                    | 29:28   | IK Sävehof             | Dinamo Sport Palast, Moskau Zuschauer: 550 Schiedsrichter: J. Butkewitsch, W. Butkewitsch |
| 17. Oktober 2021 14:00 Uhr | meiste Tore: Sabirowa, Iljina je 6 | (14:11) | meiste Tore: Roberts 8 | Dinamo Sport Palast, Moskau Zuschauer: 550 Schiedsrichter: J. Butkewitsch, W. Butkewitsch |
| 17. Oktober 2021 14:00 Uhr | Spielbericht                       |         |                        | Dinamo Sport Palast, Moskau Zuschauer: 550 Schiedsrichter: J. Butkewitsch, W. Butkewitsch |

| 17. Oktober 2021 16:00 Uhr | Odense Håndbold         | 26:31   | Győri ETO KC                   | Phønix Tag Arena, Gudme Zuschauer: 1556 Schiedsrichter: Carmaux, Mursch |
| 17. Oktober 2021 16:00 Uhr | meiste Tore: Housheer 7 | (11:16) | meiste Tore: Schatzl, Ryu je 6 | Phønix Tag Arena, Gudme Zuschauer: 1556 Schiedsrichter: Carmaux, Mursch |
| 17. Oktober 2021 16:00 Uhr | Spielbericht            |         |                                | Phønix Tag Arena, Gudme Zuschauer: 1556 Schiedsrichter: Carmaux, Mursch |

| 17. Oktober 2021 16:00 Uhr | Rokometni Klub Krim   | 28:29   | Metz Handball          | Arena Stožice, Ljubljana Schiedsrichter: Alpaidse, Berjoskina |
| 17. Oktober 2021 16:00 Uhr | meiste Tore: Pineau 7 | (17:15) | meiste Tore: Nocandy 8 | Arena Stožice, Ljubljana Schiedsrichter: Alpaidse, Berjoskina |
| 17. Oktober 2021 16:00 Uhr | Spielbericht          |         |                        | Arena Stožice, Ljubljana Schiedsrichter: Alpaidse, Berjoskina |

| 23. Oktober 2021 18:00 Uhr | Metz Handball           | 29:33   | Győri ETO KC             | Palais omnisports Les Arènes, Metz Zuschauer: 4051 Schiedsrichter: Năstase, Stancu |
| 23. Oktober 2021 18:00 Uhr | meiste Tore: de Paula 7 | (15:16) | meiste Tore: Nze Minko 6 | Palais omnisports Les Arènes, Metz Zuschauer: 4051 Schiedsrichter: Năstase, Stancu |
| 23. Oktober 2021 18:00 Uhr | Spielbericht            |         |                          | Palais omnisports Les Arènes, Metz Zuschauer: 4051 Schiedsrichter: Năstase, Stancu |

| 23. Oktober 2021 18:00 Uhr | Vipers Kristiansand | 24:27   | PGK ZSKA Moskau                  | Aquarama Kristiansand, Kristiansand Zuschauer: 1329 Schiedsrichter: M. Sá, V. Sá |
| 23. Oktober 2021 18:00 Uhr | meiste Tore: Mørk 9 | (11:11) | meiste Tore: Michailitschenko 10 | Aquarama Kristiansand, Kristiansand Zuschauer: 1329 Schiedsrichter: M. Sá, V. Sá |
| 23. Oktober 2021 18:00 Uhr | Spielbericht        |         |                                  | Aquarama Kristiansand, Kristiansand Zuschauer: 1329 Schiedsrichter: M. Sá, V. Sá |

| 24. Oktober 2021 16:00 Uhr | Odense Håndbold             | 26:24   | Rokometni Klub Krim   | Phønix Tag Arena, Gudme Zuschauer: 1217 Schiedsrichter: Sekulić, Jovandić |
| 24. Oktober 2021 16:00 Uhr | meiste Tore: van Wetering 5 | (13:10) | meiste Tore: Stanko 7 | Phønix Tag Arena, Gudme Zuschauer: 1217 Schiedsrichter: Sekulić, Jovandić |
| 24. Oktober 2021 16:00 Uhr | Spielbericht                |         |                       | Phønix Tag Arena, Gudme Zuschauer: 1217 Schiedsrichter: Sekulić, Jovandić |

| 24. Oktober 2021 16:00 Uhr | IK Sävehof               | 28:26   | Kastamonu Belediyesi GSK               | Partille Arena, Partille Zuschauer: 850 Schiedsrichter: D. Lončar, Z. Lončar |
| 24. Oktober 2021 16:00 Uhr | meiste Tore: Mortensen 6 | (11:17) | meiste Tore: Demirçelen, Kovářová je 5 | Partille Arena, Partille Zuschauer: 850 Schiedsrichter: D. Lončar, Z. Lončar |
| 24. Oktober 2021 16:00 Uhr | Spielbericht             |         |                                        | Partille Arena, Partille Zuschauer: 850 Schiedsrichter: D. Lončar, Z. Lončar |

| 30. Oktober 2021 16:00 Uhr | Győri ETO KC         | 41:19  | IK Sävehof             | Audi Arena, Győr Zuschauer: 3945 Schiedsrichter: Jović, Arnautović |
| 30. Oktober 2021 16:00 Uhr | meiste Tore: Blohm 7 | (20:9) | meiste Tore: Roberts 5 | Audi Arena, Győr Zuschauer: 3945 Schiedsrichter: Jović, Arnautović |
| 30. Oktober 2021 16:00 Uhr | Spielbericht         |        |                        | Audi Arena, Győr Zuschauer: 3945 Schiedsrichter: Jović, Arnautović |

| 30. Oktober 2021 18:00 Uhr | Rokometni Klub Krim   | 26:27   | Vipers Kristiansand  | Arena Stožice, Ljubljana Zuschauer: 500 Schiedsrichter: Barysas, Petrušis |
| 30. Oktober 2021 18:00 Uhr | meiste Tore: Stanko 6 | (16:10) | meiste Tore: Mørk 11 | Arena Stožice, Ljubljana Zuschauer: 500 Schiedsrichter: Barysas, Petrušis |
| 30. Oktober 2021 18:00 Uhr | Spielbericht          |         |                      | Arena Stožice, Ljubljana Zuschauer: 500 Schiedsrichter: Barysas, Petrušis |

| 31. Oktober 2021 16:00 Uhr | Kastamonu Belediyesi GSK | 20:30  | Metz Handball          | Merkez Spor Salonu, Kastamonu Zuschauer: 1000 Schiedsrichter: Antić, Jakovljević |
| 31. Oktober 2021 16:00 Uhr | meiste Tore: Radičević 5 | (9:13) | meiste Tore: N'Gouan 6 | Merkez Spor Salonu, Kastamonu Zuschauer: 1000 Schiedsrichter: Antić, Jakovljević |
| 31. Oktober 2021 16:00 Uhr | Spielbericht             |        |                        | Merkez Spor Salonu, Kastamonu Zuschauer: 1000 Schiedsrichter: Antić, Jakovljević |

| 31. Oktober 2021 16:00 Uhr | PGK ZSKA Moskau                   | 21:28   | Odense Håndbold    | Dinamo Sport Palast, Moskau Zuschauer: 0 Schiedsrichter: Andorka, Hucker |
| 31. Oktober 2021 16:00 Uhr | meiste Tore: Skorobogattschenko 5 | (13:14) | meiste Tore: Rej 8 | Dinamo Sport Palast, Moskau Zuschauer: 0 Schiedsrichter: Andorka, Hucker |
| 31. Oktober 2021 16:00 Uhr | Spielbericht                      |         |                    | Dinamo Sport Palast, Moskau Zuschauer: 0 Schiedsrichter: Andorka, Hucker |

| 13. November 2021 18:00 Uhr | Győri ETO KC             | 37:20  | Kastamonu Belediyesi GSK  | Audi Arena, Győr Zuschauer: 3100 Schiedsrichter: Pobedryna, Duplyj |
| 13. November 2021 18:00 Uhr | meiste Tore: Nze Minko 7 | (19:9) | meiste Tore: Radičević 11 | Audi Arena, Győr Zuschauer: 3100 Schiedsrichter: Pobedryna, Duplyj |
| 13. November 2021 18:00 Uhr | Spielbericht             |        |                           | Audi Arena, Győr Zuschauer: 3100 Schiedsrichter: Pobedryna, Duplyj |

| 14. November 2021 14:00 Uhr | PGK ZSKA Moskau          | 21:21   | Rokometni Klub Krim   | Dinamo Sport Palast, Moskau Zuschauer: 370 Schiedsrichter: A. Konjičanin, D. Konjičanin |
| 14. November 2021 14:00 Uhr | meiste Tore: Ristovska 5 | (11:12) | meiste Tore: Stanko 7 | Dinamo Sport Palast, Moskau Zuschauer: 370 Schiedsrichter: A. Konjičanin, D. Konjičanin |
| 14. November 2021 14:00 Uhr | Spielbericht             |         |                       | Dinamo Sport Palast, Moskau Zuschauer: 370 Schiedsrichter: A. Konjičanin, D. Konjičanin |

| 14. November 2021 16:00 Uhr | Odense Håndbold    | 27:32   | Vipers Kristiansand                | Sydbank Arena, Odense Zuschauer: 2117 Schiedsrichter: Mitrović, Vešović |
| 14. November 2021 16:00 Uhr | meiste Tore: Rej 7 | (15:17) | meiste Tore: Mørk, Knedlíková je 7 | Sydbank Arena, Odense Zuschauer: 2117 Schiedsrichter: Mitrović, Vešović |
| 14. November 2021 16:00 Uhr | Spielbericht       |         |                                    | Sydbank Arena, Odense Zuschauer: 2117 Schiedsrichter: Mitrović, Vešović |

| 14. November 2021 16:00 Uhr | IK Sävehof              | 28:31   | Metz Handball          | Partille Arena, Partille Zuschauer: 1522 Schiedsrichter: Vranes, Wenninger |
| 14. November 2021 16:00 Uhr | meiste Tore: Roberts 11 | (12:15) | meiste Tore: N'Gouan 8 | Partille Arena, Partille Zuschauer: 1522 Schiedsrichter: Vranes, Wenninger |
| 14. November 2021 16:00 Uhr | Spielbericht            |         |                        | Partille Arena, Partille Zuschauer: 1522 Schiedsrichter: Vranes, Wenninger |

| 17. November 2021 20:45 Uhr | Metz Handball            | 24:32   | PGK ZSKA Moskau      | Palais omnisports Les Arènes, Metz Zuschauer: 2754 Schiedsrichter: Merz, Kuttler |
| 17. November 2021 20:45 Uhr | meiste Tore: Mičijević 5 | (12:15) | meiste Tore: Gros 12 | Palais omnisports Les Arènes, Metz Zuschauer: 2754 Schiedsrichter: Merz, Kuttler |
| 17. November 2021 20:45 Uhr | Spielbericht             |         |                      | Palais omnisports Les Arènes, Metz Zuschauer: 2754 Schiedsrichter: Merz, Kuttler |

| 20. November 2021 16:00 Uhr | Rokometni Klub Krim         | 24:21   | PGK ZSKA Moskau     | Arena Stožice, Ljubljana Zuschauer: 380 Schiedsrichter: D. Lončar, Z. Lončar |
| 20. November 2021 16:00 Uhr | meiste Tore: Krpež Šlezak 7 | (11:10) | meiste Tore: Gros 7 | Arena Stožice, Ljubljana Zuschauer: 380 Schiedsrichter: D. Lončar, Z. Lončar |
| 20. November 2021 16:00 Uhr | Spielbericht                |         |                     | Arena Stožice, Ljubljana Zuschauer: 380 Schiedsrichter: D. Lončar, Z. Lončar |

| 20. November 2021 18:00 Uhr | Kastamonu Belediyesi GSK              | 22:38  | Győri ETO KC          | Merkez Spor Salonu, Kastamonu Zuschauer: 2627 Schiedsrichter: Ilieva, Karbeska |
| 20. November 2021 18:00 Uhr | meiste Tore: Kovářová, Radičević je 4 | (9:19) | meiste Tore: Pintea 6 | Merkez Spor Salonu, Kastamonu Zuschauer: 2627 Schiedsrichter: Ilieva, Karbeska |
| 20. November 2021 18:00 Uhr | Spielbericht                          |        |                       | Merkez Spor Salonu, Kastamonu Zuschauer: 2627 Schiedsrichter: Ilieva, Karbeska |

| 20. November 2021 18:00 Uhr | Vipers Kristiansand | 31:27   | Odense Håndbold                     | Aquarama Kristiansand, Kristiansand Zuschauer: 14:16 Schiedsrichter: Lovin, Stancu |
| 20. November 2021 18:00 Uhr | meiste Tore: Mørk 7 | (17:16) | meiste Tore: Højlund, Housheer je 5 | Aquarama Kristiansand, Kristiansand Zuschauer: 14:16 Schiedsrichter: Lovin, Stancu |
| 20. November 2021 18:00 Uhr | Spielbericht        |         |                                     | Aquarama Kristiansand, Kristiansand Zuschauer: 14:16 Schiedsrichter: Lovin, Stancu |

| 21. November 2021 16:00 Uhr | Metz Handball                      | 35:21   | IK Sävehof            | Palais omnisports Les Arènes, Metz Zuschauer: 2723 Schiedsrichter: Christiansen, Hansen |
| 21. November 2021 16:00 Uhr | meiste Tore: Nocandy, Horacek je 6 | (19:15) | meiste Tore: Blomst 7 | Palais omnisports Les Arènes, Metz Zuschauer: 2723 Schiedsrichter: Christiansen, Hansen |
| 21. November 2021 16:00 Uhr | Spielbericht                       |         |                       | Palais omnisports Les Arènes, Metz Zuschauer: 2723 Schiedsrichter: Christiansen, Hansen |

| 9. Januar 2022 16:00 Uhr | Odense Håndbold        | 27:27   | PGK ZSKA Moskau     | Sydbank Arena, Odense Zuschauer: 0 Schiedsrichter: Budzák, Záhradník |
| 9. Januar 2022 16:00 Uhr | meiste Tore: Aardahl 6 | (12:12) | meiste Tore: Gros 6 | Sydbank Arena, Odense Zuschauer: 0 Schiedsrichter: Budzák, Záhradník |
| 9. Januar 2022 16:00 Uhr | Spielbericht           |         |                     | Sydbank Arena, Odense Zuschauer: 0 Schiedsrichter: Budzák, Záhradník |

| 9. Januar 2022 16:00 Uhr | IK Sävehof            | 23:42   | Vipers Kristiansand | Partille Arena, Partille Zuschauer: 1620 Schiedsrichter: Christidi, Papamattheou |
| 9. Januar 2022 16:00 Uhr | meiste Tore: Rosell 7 | (15:21) | meiste Tore: Dahl 8 | Partille Arena, Partille Zuschauer: 1620 Schiedsrichter: Christidi, Papamattheou |
| 9. Januar 2022 16:00 Uhr | Spielbericht          |         |                     | Partille Arena, Partille Zuschauer: 1620 Schiedsrichter: Christidi, Papamattheou |

| 15. Januar 2022 16:00 Uhr | Győri ETO KC                | 39:30   | Metz Handball          | Audi Arena, Győr Zuschauer: 4177 Schiedsrichter: Metalari, Nikolovski |
| 15. Januar 2022 16:00 Uhr | meiste Tore: Kristiansen 10 | (20:13) | meiste Tore: Horacek 8 | Audi Arena, Győr Zuschauer: 4177 Schiedsrichter: Metalari, Nikolovski |
| 15. Januar 2022 16:00 Uhr | Spielbericht                |         |                        | Audi Arena, Győr Zuschauer: 4177 Schiedsrichter: Metalari, Nikolovski |

| 16. Januar 2022 16:00 Uhr | PGK ZSKA Moskau     | 28:32   | Vipers Kristiansand      | Dinamo Sport Palast, Moskau Zuschauer: 900 Schiedsrichter: Vujačić, Kažanegra |
| 16. Januar 2022 16:00 Uhr | meiste Tore: Gros 9 | (13:16) | meiste Tore: Jeřábková 8 | Dinamo Sport Palast, Moskau Zuschauer: 900 Schiedsrichter: Vujačić, Kažanegra |
| 16. Januar 2022 16:00 Uhr | Spielbericht        |         |                          | Dinamo Sport Palast, Moskau Zuschauer: 900 Schiedsrichter: Vujačić, Kažanegra |

| 16. Januar 2022 16:00 Uhr | Rokometni Klub Krim                  | 19:24  | Odense Håndbold             | Arena Stožice, Ljubljana Zuschauer: 350 Schiedsrichter: Antić, Jakovljević |
| 16. Januar 2022 16:00 Uhr | meiste Tore: Posavec, Klemenčič je 3 | (5:15) | meiste Tore: van Wetering 4 | Arena Stožice, Ljubljana Zuschauer: 350 Schiedsrichter: Antić, Jakovljević |
| 16. Januar 2022 16:00 Uhr | Spielbericht                         |        |                             | Arena Stožice, Ljubljana Zuschauer: 350 Schiedsrichter: Antić, Jakovljević |

| 19. Januar 2022 18:45 Uhr | Metz Handball          | 33:25   | Kastamonu Belediyesi GSK | Palais omnisports Les Arènes, Metz Zuschauer: 1752 Schiedsrichter: D. Accoto Martins, R. Accoto Martins |
| 19. Januar 2022 18:45 Uhr | meiste Tore: Horacek 6 | (17:10) | meiste Tore: Radičević 8 | Palais omnisports Les Arènes, Metz Zuschauer: 1752 Schiedsrichter: D. Accoto Martins, R. Accoto Martins |
| 19. Januar 2022 18:45 Uhr | Spielbericht           |         |                          | Palais omnisports Les Arènes, Metz Zuschauer: 1752 Schiedsrichter: D. Accoto Martins, R. Accoto Martins |

| 19. Januar 2022 18:45 Uhr | Győri ETO KC                     | 40:27   | Rokometni Klub Krim               | Audi Arena, Győr Zuschauer: 2547 Schiedsrichter: Vranes, Wenninger |
| 19. Januar 2022 18:45 Uhr | meiste Tore: Hansen, Pintea je 8 | (22:14) | meiste Tore: Pineau, Varagić je 5 | Audi Arena, Győr Zuschauer: 2547 Schiedsrichter: Vranes, Wenninger |
| 19. Januar 2022 18:45 Uhr | Spielbericht                     |         |                                   | Audi Arena, Győr Zuschauer: 2547 Schiedsrichter: Vranes, Wenninger |

| 22. Januar 2022 18:00 Uhr | Kastamonu Belediyesi GSK            | 24:35   | Vipers Kristiansand    | Merkez Spor Salonu, Kastamonu Zuschauer: 2700 Schiedsrichter: Merz, Kuttler |
| 22. Januar 2022 18:00 Uhr | meiste Tore: Radičević, Yılmaz je 5 | (12:18) | meiste Tore: Debelić 7 | Merkez Spor Salonu, Kastamonu Zuschauer: 2700 Schiedsrichter: Merz, Kuttler |
| 22. Januar 2022 18:00 Uhr | Spielbericht                        |         |                        | Merkez Spor Salonu, Kastamonu Zuschauer: 2700 Schiedsrichter: Merz, Kuttler |

| 23. Januar 2022 14:00 Uhr | IK Sävehof             | 23:32   | PGK ZSKA Moskau     | Partille Arena, Partille Schiedsrichter: P. Geraets, R. Geraets |
| 23. Januar 2022 14:00 Uhr | meiste Tore: Roberts 6 | (10:13) | meiste Tore: Gros 7 | Partille Arena, Partille Schiedsrichter: P. Geraets, R. Geraets |
| 23. Januar 2022 14:00 Uhr | Spielbericht           |         |                     | Partille Arena, Partille Schiedsrichter: P. Geraets, R. Geraets |

| 23. Januar 2022 16:00 Uhr | Győri ETO KC                         | 27:26   | Odense Håndbold        | Audi Arena, Győr Zuschauer: 3900 Schiedsrichter: D. Lončar, Z. Lončar |
| 23. Januar 2022 16:00 Uhr | meiste Tore: Oftedal, Nze Minko je 5 | (12:13) | meiste Tore: Højlund 9 | Audi Arena, Győr Zuschauer: 3900 Schiedsrichter: D. Lončar, Z. Lončar |
| 23. Januar 2022 16:00 Uhr | Spielbericht                         |         |                        | Audi Arena, Győr Zuschauer: 3900 Schiedsrichter: D. Lončar, Z. Lončar |

| 29. Januar 2022 10:00 Uhr | Kastamonu Belediyesi GSK | 26:29   | IK Sävehof              | Merkez Spor Salonu, Kastamonu Zuschauer: 1500 Schiedsrichter: A. Covalciuc, I. Covalciuc |
| 29. Januar 2022 10:00 Uhr | meiste Tore: Radičević 6 | (14:16) | meiste Tore: Tolstrup 7 | Merkez Spor Salonu, Kastamonu Zuschauer: 1500 Schiedsrichter: A. Covalciuc, I. Covalciuc |
| 29. Januar 2022 10:00 Uhr | Spielbericht             |         |                         | Merkez Spor Salonu, Kastamonu Zuschauer: 1500 Schiedsrichter: A. Covalciuc, I. Covalciuc |

| 5. Februar 2022 16:00 Uhr | Rokometni Klub Krim          | 36:28   | Kastamonu Belediyesi GSK | Arena Stožice, Ljubljana Zuschauer: 550 Schiedsrichter: A. Vitaku, E. Vitaku |
| 5. Februar 2022 16:00 Uhr | meiste Tore: Krpež Šlezak 13 | (18:10) | meiste Tore: Radičević 7 | Arena Stožice, Ljubljana Zuschauer: 550 Schiedsrichter: A. Vitaku, E. Vitaku |
| 5. Februar 2022 16:00 Uhr | Spielbericht                 |         |                          | Arena Stožice, Ljubljana Zuschauer: 550 Schiedsrichter: A. Vitaku, E. Vitaku |

| 5. Februar 2022 18:00 Uhr | Vipers Kristiansand    | 25:31   | Metz Handball                                | Aquarama Kristiansand, Kristiansand Zuschauer: 1231 Schiedsrichter: Weijmans, Wolbertus |
| 5. Februar 2022 18:00 Uhr | meiste Tore: Debelić 7 | (13:17) | meiste Tore: Nocandy, Burgaard, Horacek je 6 | Aquarama Kristiansand, Kristiansand Zuschauer: 1231 Schiedsrichter: Weijmans, Wolbertus |
| 5. Februar 2022 18:00 Uhr | Spielbericht           |         |                                              | Aquarama Kristiansand, Kristiansand Zuschauer: 1231 Schiedsrichter: Weijmans, Wolbertus |

| 6. Februar 2022 16:00 Uhr | Odense Håndbold        | 37:24   | IK Sävehof             | Sydbank Arena, Odense Zuschauer: 1702 Schiedsrichter: Barysas, Petrušis |
| 6. Februar 2022 16:00 Uhr | meiste Tore: Abbingh 8 | (16:13) | meiste Tore: Roberts 6 | Sydbank Arena, Odense Zuschauer: 1702 Schiedsrichter: Barysas, Petrušis |
| 6. Februar 2022 16:00 Uhr | Spielbericht           |         |                        | Sydbank Arena, Odense Zuschauer: 1702 Schiedsrichter: Barysas, Petrušis |

| 6. Februar 2022 16:00 Uhr | PGK ZSKA Moskau       | 23:27   | Győri ETO KC       | Dinamo Sport Palast, Moskau Zuschauer: 1100 Schiedsrichter: Mošorinski, Pandžić |
| 6. Februar 2022 16:00 Uhr | meiste Tore: Iljina 8 | (13:15) | meiste Tore: Ryu 7 | Dinamo Sport Palast, Moskau Zuschauer: 1100 Schiedsrichter: Mošorinski, Pandžić |
| 6. Februar 2022 16:00 Uhr | Spielbericht          |         |                    | Dinamo Sport Palast, Moskau Zuschauer: 1100 Schiedsrichter: Mošorinski, Pandžić |

| 9. Februar 2022 18:45 Uhr | Metz Handball           | 27:27   | Rokometni Klub Krim                    | Palais omnisports Les Arènes, Metz Zuschauer: 3152 Schiedsrichter: C. Hannes, D. Hannes |
| 9. Februar 2022 18:45 Uhr | meiste Tore: Burgaard 5 | (17:15) | meiste Tore: Stanko, Krpež Šlezak je 5 | Palais omnisports Les Arènes, Metz Zuschauer: 3152 Schiedsrichter: C. Hannes, D. Hannes |
| 9. Februar 2022 18:45 Uhr | Spielbericht            |         |                                        | Palais omnisports Les Arènes, Metz Zuschauer: 3152 Schiedsrichter: C. Hannes, D. Hannes |

| 12. Februar 2022 16:00 Uhr | Vipers Kristiansand | 37:20  | Rokometni Klub Krim         | Aquarama Kristiansand, Kristiansand Zuschauer: 1036 Schiedsrichter: Panayides, Andreou |
| 12. Februar 2022 16:00 Uhr | meiste Tore: Dahl 7 | (17:9) | meiste Tore: Krpež Šlezak 7 | Aquarama Kristiansand, Kristiansand Zuschauer: 1036 Schiedsrichter: Panayides, Andreou |
| 12. Februar 2022 16:00 Uhr | Spielbericht        |        |                             | Aquarama Kristiansand, Kristiansand Zuschauer: 1036 Schiedsrichter: Panayides, Andreou |

| 12. Februar 2022 18:00 Uhr | Metz Handball             | 38:31   | Odense Håndbold        | Palais omnisports Les Arènes, Metz Zuschauer: 3650 Schiedsrichter: M. Sá, V. Sá |
| 12. Februar 2022 18:00 Uhr | meiste Tore: Mičijević 10 | (19:17) | meiste Tore: Abbingh 7 | Palais omnisports Les Arènes, Metz Zuschauer: 3650 Schiedsrichter: M. Sá, V. Sá |
| 12. Februar 2022 18:00 Uhr | Spielbericht              |         |                        | Palais omnisports Les Arènes, Metz Zuschauer: 3650 Schiedsrichter: M. Sá, V. Sá |

| 13. Februar 2022 14:00 Uhr | Kastamonu Belediyesi GSK | 29:31   | PGK ZSKA Moskau                              | Merkez Spor Salonu, Kastamonu Zuschauer: 1800 Schiedsrichter: Jović, Arnautović |
| 13. Februar 2022 14:00 Uhr | meiste Tore: Radičević 9 | (15:18) | meiste Tore: Michailitschenko, Heindahl je 6 | Merkez Spor Salonu, Kastamonu Zuschauer: 1800 Schiedsrichter: Jović, Arnautović |
| 13. Februar 2022 14:00 Uhr | Spielbericht             |         |                                              | Merkez Spor Salonu, Kastamonu Zuschauer: 1800 Schiedsrichter: Jović, Arnautović |

| 13. Februar 2022 16:00 Uhr | IK Sävehof             | 25:31   | Győri ETO KC          | Partille Arena, Partille Zuschauer: 1275 Schiedsrichter: Kijauskaitė, Žalienė |
| 13. Februar 2022 16:00 Uhr | meiste Tore: Roberts 7 | (12:15) | meiste Tore: Hansen 6 | Partille Arena, Partille Zuschauer: 1275 Schiedsrichter: Kijauskaitė, Žalienė |
| 13. Februar 2022 16:00 Uhr | Spielbericht           |         |                       | Partille Arena, Partille Zuschauer: 1275 Schiedsrichter: Kijauskaitė, Žalienė |

| 19. Februar 2022 18:00 Uhr | Vipers Kristiansand                  | 30:29   | Győri ETO KC          | Aquarama Kristiansand, Kristiansand Zuschauer: 1900 Schiedsrichter: Budzák, Záhradník |
| 19. Februar 2022 18:00 Uhr | meiste Tore: Gulldén, Jeřábková je 6 | (16:13) | meiste Tore: Hansen 6 | Aquarama Kristiansand, Kristiansand Zuschauer: 1900 Schiedsrichter: Budzák, Záhradník |
| 19. Februar 2022 18:00 Uhr | Spielbericht                         |         |                       | Aquarama Kristiansand, Kristiansand Zuschauer: 1900 Schiedsrichter: Budzák, Záhradník |

| 20. Februar 2022 14:00 Uhr | Rokometni Klub Krim   | 32:18  | IK Sävehof                    | Arena Stožice, Ljubljana Zuschauer: 1100 Schiedsrichter: Alpaidse, Berjoskina |
| 20. Februar 2022 14:00 Uhr | meiste Tore: Stanko 8 | (12:9) | meiste Tore: Åström Nilsson 4 | Arena Stožice, Ljubljana Zuschauer: 1100 Schiedsrichter: Alpaidse, Berjoskina |
| 20. Februar 2022 14:00 Uhr | Spielbericht          |        |                               | Arena Stožice, Ljubljana Zuschauer: 1100 Schiedsrichter: Alpaidse, Berjoskina |

| 20. Februar 2022 16:00 Uhr | Odense Håndbold        | 37:29   | Kastamonu Belediyesi GSK | Sydbank Arena, Odense Zuschauer: 1512 Schiedsrichter: Lesiak, Lidacka |
| 20. Februar 2022 16:00 Uhr | meiste Tore: Aardahl 8 | (18:13) | meiste Tore: Radičević 6 | Sydbank Arena, Odense Zuschauer: 1512 Schiedsrichter: Lesiak, Lidacka |
| 20. Februar 2022 16:00 Uhr | Spielbericht           |         |                          | Sydbank Arena, Odense Zuschauer: 1512 Schiedsrichter: Lesiak, Lidacka |

| 20. Februar 2022 16:00 Uhr | PGK ZSKA Moskau     | 27:26   | Metz Handball          | Dinamo Sport Palast, Moskau Zuschauer: 940 Schiedsrichter: A. Covalciuc, I. Covalciuc |
| 20. Februar 2022 16:00 Uhr | meiste Tore: Gros 7 | (12:15) | meiste Tore: Horacek 5 | Dinamo Sport Palast, Moskau Zuschauer: 940 Schiedsrichter: A. Covalciuc, I. Covalciuc |
| 20. Februar 2022 16:00 Uhr | Spielbericht        |         |                        | Dinamo Sport Palast, Moskau Zuschauer: 940 Schiedsrichter: A. Covalciuc, I. Covalciuc |

## Play-offs
| Mannschaft 1                           | Mannschaft 2                         | Hinspiel                 | Rückspiel                | Gesamt  |
| -------------------------------------- | ------------------------------------ | ------------------------ | ------------------------ | ------- |
| Odense Håndbold Aardahl, Højlund je 10 | Brest Bretagne Handball Fauske 11    | 27.03.2022 16:00 Uhr     | 03.04.2022 16:00 Uhr     | 51 : 53 |
| Odense Håndbold Aardahl, Højlund je 10 | Brest Bretagne Handball Fauske 11    | 25 : 24 (13 : 12)        | 26 : 29 (14 : 14)        | 51 : 53 |
| Odense Håndbold Aardahl, Højlund je 10 | Brest Bretagne Handball Fauske 11    | 1784 Zuschauer           | 4053 Zuschauer           | 51 : 53 |
| Rokometni Klub Krim Gros 17            | FTC-Rail Cargo Hungaria Malestein 11 | 26.03.2022 16:00 Uhr     | 02.04.2022 16:00 Uhr     | 55 : 52 |
| Rokometni Klub Krim Gros 17            | FTC-Rail Cargo Hungaria Malestein 11 | 33 : 26 (15 : 14)        | 22 : 26 (10 : 08)        | 55 : 52 |
| Rokometni Klub Krim Gros 17            | FTC-Rail Cargo Hungaria Malestein 11 | 700 Zuschauer            | 2200 Zuschauer           | 55 : 52 |
| CSM Bukarest                           | PGK ZSKA Moskau *                    | 26./27.03.2022 --:-- Uhr | 02./03.04.2022 --:-- Uhr | 20 : 0  |
| CSM Bukarest                           | PGK ZSKA Moskau *                    | 10 : 0 (0 : 0)           | 10 : 0 (0 : 0)           | 20 : 0  |
| Borussia Dortmund Grijseels 12         | Metz Handball Nocandy 10             | 26.03.2022 18:00 Uhr     | 02.04.2022 18:00 Uhr     | 41 : 62 |
| Borussia Dortmund Grijseels 12         | Metz Handball Nocandy 10             | 22 : 30 (09 : 18)        | 19 : 32 (10 : 14)        | 41 : 62 |
| Borussia Dortmund Grijseels 12         | Metz Handball Nocandy 10             | 2000 Zuschauer           | 4098 Zuschauer           | 41 : 62 |

* Die EHF schloss am 28. Februar 2022 nach dem russischen Überfall auf die Ukraine 2022 alle russischen und belarussischen Teams von ihren Wettbewerben aus. Betroffen von diesem Ausschluss war auch das Team PGK ZSKA Moskau, die beiden Spiele wurden 0:10 gewertet und CSM Bukarest zog kampflos ins Viertelfinale ein.

## Viertelfinale
| Mannschaft 1                    | Mannschaft 2                         | Hinspiel             | Rückspiel            | Gesamt  |
| ------------------------------- | ------------------------------------ | -------------------- | -------------------- | ------- |
| Brest Bretagne Handball Foppa 9 | Győri ETO KC Oftedal 9               | 30.04.2022 18:00 Uhr | 07.05.2022 16:00 Uhr | 44 : 56 |
| Brest Bretagne Handball Foppa 9 | Győri ETO KC Oftedal 9               | 21 : 21 (11 : 08)    | 23 : 35 (12 : 20)    | 44 : 56 |
| Brest Bretagne Handball Foppa 9 | Győri ETO KC Oftedal 9               | 4094 Zuschauer       | 5229 Zuschauer       | 44 : 56 |
| Rokometni Klub Krim Gros 15     | Vipers Kristiansand Debelić, Mørk 10 | 01.05.2022 14:00 Uhr | 07.05.2022 18:00 Uhr | 49 : 65 |
| Rokometni Klub Krim Gros 15     | Vipers Kristiansand Debelić, Mørk 10 | 25 : 32 (10 : 14)    | 24 : 33 (12 : 17)    | 49 : 65 |
| Rokometni Klub Krim Gros 15     | Vipers Kristiansand Debelić, Mørk 10 | 1800 Zuschauer       | 1750 Zuschauer       | 49 : 65 |
| CSM Bukarest Neagu 16           | Team Esbjerg Breistøl 16             | 01.05.2022 16:00 Uhr | 08.05.2022 16:00 Uhr | 52 : 53 |
| CSM Bukarest Neagu 16           | Team Esbjerg Breistøl 16             | 25 : 26 (09 : 12)    | 27 : 27 (14 : 12)    | 52 : 53 |
| CSM Bukarest Neagu 16           | Team Esbjerg Breistøl 16             | 4000 Zuschauer       | 3100 Zuschauer       | 52 : 53 |
| Metz Handball                   | GK Rostow am Don *                   | 30.04./01.05.2022    | 07./08.05.2022       | 20 : 0  |
| Metz Handball                   | GK Rostow am Don *                   | 10 : 0               | 10 : 0               | 20 : 0  |

* Vom Ausschluss der russischen und belarussischen Mannschaften nach dem russischen Überfall auf die Ukraine 2022 war auch GK Rostow am Don betroffen. Die beiden Spiele wurden 0:10 gewertet und Metz Handball zog kampflos in das Final-Four ein.

## Final Four
Die Runde der letzten vier Mannschaften, das Final Four (Final 4), wurde am 4. und 5. Juni 2022 in Budapest ausgetragen. Qualifiziert hatten sich die Vereine Győri ETO KC, Vipers Kristiansand, Metz Handball und Team Esbjerg.
| Datum und Zeit              | Mannschaft 1  | Ergebnis      | Mannschaft 2        |
| --------------------------- | ------------- | ------------- | ------------------- |
| 4. Juni 2022, Sa. 15:15 Uhr | Győri ETO KC  | 32:27 (15:15) | Team Esbjerg        |
| 4. Juni 2022, Sa. 18:00 Uhr | Metz Handball | 27:33 (15:14) | Vipers Kristiansand |

### 1. Halbfinale
4. Juni 2022 in Budapest, MVM Dome, 14800 Zuschauer
Győri ETO KC: Glauser, Leynaud, Solberg (2) – Oftedal (5), Blohm  (4), Fodor  (4), Hansen  (3), Ryu (3), Schatzl (2), Kristiansen (2), Lukács (2), Faluvégi (2), Pintea   (2), Nze Minko (1), Ogonovszky, Háfra
Team Esbjerg: Poulsen, Eckerle – Reistad (8), Breistøl (5), Ingstad  (5), Nielsen (3), Tranborg     (2), Jacobsen (2), Møller  (1), Solberg (1), Frafjord, Türkoğlu, Myers , Jensen
Schiedsrichter:  Ana Vranes, Marlis Wenninger

### 2. Halbfinale
4. Juni 2022 in Budapest, MVM Dome, 14800 Zuschauer
Metz Handball: Halter, Kapitanović – de Paula (5), Horacek (4), O. Kanor (4), L. Kanor (3), Bouktit (3), Nocandy  (2), Cardoso de Castro (2), Valentini  (1), Zaadi (1), N’Gouan (1), Bont (1), Mičijević, Augustine, Burgaard
Vipers Kristiansand: Pedersen, Eriksson, Lunde Haraldsen – Jeřábková (12), Mørk  (7), Andersen (5), Debelić (4), Gulldén (2), Knedlíková (2), Valle Dahl (1), Waade, Høve, Tchaptchet, Tomac, Tomori , Yttereng
Schiedsrichter:  Jelena Vujačić, Anđelina Kažanegra

### Spiel um Platz 3
Das Spiel um Platz 3 fand am 5. Juni 2022 statt. Der Gewinner der Partie ist Drittplatzierter der EHF Champions League 2022.
| Datum und Zeit          | Mannschaft 1 | Ergebnis      | Mannschaft 2  |
| ----------------------- | ------------ | ------------- | ------------- |
| 5. Juni 2022, 15:15 Uhr | Team Esbjerg | 26:32 (12:18) | Metz Handball |

5. Juni 2022 in Budapest, MVM Dome, 12000 Zuschauer
Team Esbjerg: Poulsen, Eckerle – Reistad  (10), Türkoğlu (4), Møller  (3), Solberg  (3), Jacobsen (2), Nielsen (1), Tranborg (1), Jensen (1), Ingstad (1), Frafjord , Breistøl, Myers
Metz Handball: Halter, Kapitanović – Zaadi  (7), Horacek  (5), O. Kanor  (4), N’Gouan (3), Bouktit  (3), Nocandy (3), Cardoso de Castro (3), Valentini (2), de Paula (1), Burgaard  (1), Mičijević, Bont, Augustine, L. Kanor
Schiedsrichter:  Tatjana Praštalo, Vesna Balvan

### Finale
Das Finale fand am 5. Juni 2022 statt. Der Gewinner der Partie ist Sieger der EHF Champions League 2022.
| Datum und Zeit          | Mannschaft 1 | Ergebnis        | Mannschaft 2        |
| ----------------------- | ------------ | --------------- | ------------------- |
| 5. Juni 2022, 18:00 Uhr | Győri ETO KC | 31:33 (13 : 15) | Vipers Kristiansand |

5. Juni 2022 in Budapest, MVM Dome, 15400 Zuschauer
Győri ETO KC: Glauser, Leynaud, Solberg – Hansen (6), Blohm (5), Lukács  (4), Oftedal (3), Kristiansen (3), Nze Minko (3), Pintea (3), Schatzl (2), Ryu  (2), Ogonovszky, Fodor, Háfra, Faluvégi
Vipers Kristiansand: Pedersen, Eriksson, Lunde Haraldsen – Jeřábková  (7), Gulldén (6), Knedlíková (5), Mørk (4), Andersen (3), Tchaptchet (3), Debelić  (3), Tomori (2), Waade, Høve, Valle Dahl, Tomac , Yttereng
Schiedsrichter:  Tanja Kuttler, Maike Merz

## Statistiken

### Torschützenliste
Die Torschützenliste zeigt die drei besten Torschützinnen in der EHF Champions League der Frauen 2021/22.
Zu sehen sind die Nation der Spielerin, der Name, die Position, der Verein, die gespielten Spiele, die Tore und die Ø-Tore.
| Pl. | Nation   | Spieler        | Pos. | Verein              | Sp. | Tore | Ø    |
| --- | -------- | -------------- | ---- | ------------------- | --- | ---- | ---- |
| 1.  | Rumänien | Cristina Neagu | (RL) | CSM Bukarest        | 15  | 110  | 7,33 |
| 2.  | Norwegen | Nora Mørk      | (RR) | Vipers Kristiansand | 18  | 107  | 5,94 |
| 3.  | Norwegen | Henny Reistad  | (RM) | Team Esbjerg        | 17  | 104  | 6,12 |